# 和地町 (浜松市)
和地町（わぢちょう）は静岡県浜松市中央区の町名。丁番を持たない単独町名である。住居表示未実施。

## 地理
浜松市中央区の北西部に位置する。町の東側を和地大谷川が流れ、南西部は浜名湖に面する。東で湖東町及び桜台三丁目、西で平松町、南で佐浜町、北で大山町・深萩町・呉松町と接する。

### 湖沼
- 浜名湖

### 河川
- 花川
- 筋違川

### 学区
小学校・中学校の学区は以下の通りである。
- 浜松市立和地小学校
- 浜松市立湖東中学校

## 歴史

### 沿革
- 1889年（明治22年）4月1日 - 町村制の施行により、敷知郡和地村が周辺の村と合併して改めて敷知郡和地村となる[WEB 8]。旧村名は和地村の大字として残る[書籍 1]。
- 1896年（明治29年）4月1日 - 郡制の施行により、和地村の所属郡が浜名郡に変更となる。
- 1956年（昭和31年）9月30日 – 和地村と伊佐見村が合併して湖東村となる。
- 1960年（昭和35年）10月1日 – 湖東村が浜松市に編入される。
- 1963年（昭和38年）7月1日 – 大字和地から和地町に住所表記を変更する[書籍 2]。また、一部を大山町・湖東町・和光町へ割譲する[WEB 9]。
- 2000年（平成12年）11月1日 - 住居表示の実施に伴い、大山町・湖東町・和地町の各一部を合わせて桜台三丁目を新設。
- 2007年（平成19年）4月1日 - 浜松市が政令指定都市となる。和地町は西区の一部となる。
- 2024年（令和6年）1月1日 - 浜松市の行政区再編により、和地町は中央区の一部となる。

## 施設
- 浜松市立和地幼稚園
- 学校法人中野学園オイスカ浜松国際高等学校
- 学校法人中野学園オイスカ開発教育専門学校
- 浜松市和地協働センター
- 浜松市ふれあい福祉センター湖東
- 和地郵便局
- JAとぴあ浜松和地支店
- ファミリーマート浜松和地店
- 和地農村公園
- 曹洞宗 池谷山 明徳寺
- 朝日神社
- 村社須賀神社
- 琴宮社

## 交通

### バス
- 遠鉄バス30舘山寺線：（浜松駅 方面 - ）すじかい橋 - 和地 - 和地西（館山寺町・村櫛・浜名湖ガーデンパーク 方面）

### 道路
- 静岡県道48号舘山寺鹿谷線（舘山寺街道）
- 静岡県道49号細江舞阪線
- 静岡県道319号村櫛三方原線
- 静岡県道368号湖東舘山寺線

## その他

### 警察
警察の管轄区域は以下の通りである。
| 番・番地等 | 警察署       | 交番・駐在所 |
| ---------- | ------------ | ------------ |
| 全域       | 浜松西警察署 | 湖東交番     |

### 消防
消防の管轄区域は以下の通りである。
| 番・番地等 | 消防署   | 本署/出張所 |
| ---------- | -------- | ----------- |
| 全域       | 西消防署 | 湖東出張所  |

### 書籍
1. ↑  『浜松市史 三』浜松市役所、1980年3月26日、176頁。
2. ↑  『わがまち文化誌 和の里 今むかし』浜松市立和地公民館、2000年8月10日、164頁。

### WEB
1. ↑  “h02_22.csv”.   総務省 (2022年2月10日). 2024年7月24日閲覧。
2. ↑  “chuouku_menseki.xlsx”.   浜松市 (2024年3月12日). 2024年7月24日閲覧。
3. ↑  “静岡県 浜松市中央区 和地町の郵便番号 - 日本郵便”.   日本郵便. 2025年2月15日閲覧。
4. ↑  “市外局番の一覧”.   総務省 (2022年3月1日). 2024年7月24日閲覧。
5. ↑  “事業所案内及び管轄地域（事務所3件、分室3件）”.   一般社団法人静岡県自動車会議所. 2024年7月24日閲覧。
6. ↑  “住居表示実施状況／浜松市”.   浜松市 (2024年1月4日). 2024年7月24日閲覧。
7. ↑  “学校名から探す／浜松市”.   浜松市 (2024年1月1日). 2024年7月24日閲覧。
8. ↑  “historyofcities.pdf”.   静岡県総務部合併推進室・財団法人静岡県市町村振興協会. 2024年9月26日閲覧。
9. ↑  “解説ページ”.   株式会社エア. 2024年10月8日閲覧。
10. ↑  “湖東交番｜静岡県警察”.   静岡県警察 (2024年1月1日). 2024年7月24日閲覧。
11. ↑  “消防署の町別管轄「わ」／浜松市”.   浜松市 (2024年3月21日). 2024年7月24日閲覧。